# Autoroute A620
L'autoroute A620 (letteralmente: «autostrada A620»), detta Périphérique ouest de Toulouse («tangenziale ovest di Tolosa»), è un'autostrada francese che funge da tangenziale ovest della città di Tolosa.